# Gianluca Vialli
Gianluca Vialli (født 9. juli 1964 i Cremona, død 6. januar 2023) var en italiensk  fodboldspiller og træner.

## Klubber

### Spiller
Vialli fik sin første kontrakt som seniorspiller i 1980 med den lokale klub U.S. Cremonese, hvor han havde spillet tre år som ungdomsspiller. 
I 1984 skiftede han til Sampdoria, hvor han spillede indtil 1992. Her vandt han blandt andet Coppa Italia tre gange, Serie A og UEFA Pokalvindernes Turnering.
Juventus købte Vialli fra Sampdoria i 1992 for rekordbeløbet på 12.5 millioner £. Her spillede han indtil 1996, hvor den engelske klub Chelsea valgte at skrive kontrakt med angriberen. Han afsluttede sin aktive karriere i 1999, hvor det sidste år var som spillende manager i klubben. 

### Træner
Fra 1998 til 2000 var Vialli manager for Chelsea, og fra 2001 til 2002 havde han samme funktion i Watford.